# Liste der Stolpersteine in Ochtendung
Die Liste der Stolpersteine in Ochtendung führt die vom Künstler Gunter Demnig verlegten Stolpersteine in Ochtendung, Kreis Mayen-Koblenz, Rheinland-Pfalz auf.
Ziel dieser Liste ist es, biografische Details zu den Personen zu dokumentieren, um damit ihr Andenken zu bewahren.
Anmerkung: Vielfach ist es jedoch nicht mehr möglich, eine lückenlose Darstellung ihres Lebens und ihres Leidensweges nachzuvollziehen. Insbesondere die Umstände ihres Todes können vielfach nicht mehr recherchiert werden. Offizielle Todesfallanzeigen aus den Ghettos, Haft-, Krankenanstalten sowie den Konzentrationslagern können oft Angaben enthalten, die die wahren Umstände des Todes verschleiern, werden aber unter der Beachtung dieses Umstandes mitdokumentiert.
Alle Rechercheergebnisse zu Personen, Familien und Adressen in Ochtendung basieren auf den Erkundungen von Renate und Matthias Severin, Ochtendung. Sie haben die vielfältigen Erkenntnisse 2009 in den "Ochtendunger Heimatblättern" niedergeschrieben. Ergänzende Angaben des Bundesarchivs aus dem "Gedenkbuch für die Opfer der Verfolgung der Juden unter der nationalsozialistischen Gewaltherrschaft in Deutschland 1933-1945" nach Herausgabe der Ochtendunger Heimatblätter 2009 sind in dieser Übersicht entsprechend mit dem Stand 09/2017 indiziert.
| Bild | Name sowie Details zur Inschrift                                                                          | Adresse                        | Zusätzliche Informationen |
| ---- | --- | ------------------------------ | --- |
|      | Hier wohnte Albert Süssmann Jg. 1892 Deportiert 1942 Ermordet                                             | Am goode Bur (Standort)        | Der am 03.11.2008 verlegte Stolperstein erinnert an Albert Süßmann, geboren 1892. Albert Süßmann betrieb mit seinem Vater die elterliche Metzgerei Am goode Bur. Es war ein gut gehendes und angesehenes Geschäft. Er verließ mit den letzten Juden sein Heimatdorf. Albert Süßmann hatte im Ersten Weltkrieg für Deutschland gekämpft und war verwundet worden. Bis zuletzt hatte er gehofft, von der Deportation verschont zu bleiben. Sein Weg führte über die Reifsmühle bei Mayen. Von dort aus wurde er am 27.07.1942 deportiert und ging in den Holocaust. Todeszeit und -ort sind unbekannt. |
|      | Hier wohnte Frieda Haymann Jg. 1881 Deportiert 1942 Auschwitz Ermordet 7.12.1942                          | Bachstraße (Standort)          | Der am 20.09.2009 verlegte Stolperstein erinnert an Frieda Haymann, geboren 1881. Das betroffene Anwesen befindet sich in der Bachstraße, Ecke Kastorstraße. Dort wohnte Frieda Haymann. Sie betrieb in ihrem heute nicht mehr bestehenden Elternhaus einen kleinen Laden mit Textilien und Kurzwaren. 1938 musste sie ihren Heimatort Ochtendung verlassen. Von Amsterdam aus wurde sie am 07.12.1942 nach Auschwitz deportiert und dort am 07.12.1942 ermordet. |
|      | Hier wohnte Moses Friedberg Jg. 1873 Deportiert Auschwitz Ermordet 20.4.1943                              | Martinstraße (Standort)        | Der am 20.09.2009 verlegte Stolperstein erinnert an Moses Friedberg, geboren am 19.01.1873 in Ruppertshofen/St. Goarshausen. In der Martinstraße, Ecke Kastorstraße, im gleichen Haus wie Karl und Erna Faber, wohnten auch Moses und Regina Friedberg, die Schwiegereltern von Karl Faber. Regina Friedberg verstarb 1938. Moses Friedberg musste zusammen mit Karl und Erna Faber Ochtendung verlassen. Er kam 1942 ins Lager Köln-Müngersdorf und wurde von dort nach Theresienstadt deportiert. Am 06.01.1943 wurde er in Auschwitz ermordet. Hinweis: Das o. g. Gedenkbuch weist als Todesdatum und -ort den 06.01.1943, Theresienstadt aus. |
|      | Hier wohnte Karl Faber Jg. 1893 Deportiert Theresienstadt Ermordet 29.4.1944                              | Martinstraße (Standort)        | Der am 20.09.2009 verlegte Stolperstein erinnert an Karl Faber, geboren am 13.06.1893 in Ochtendung. Karl Faber wohnte mit seiner Frau Erna, geb. Friedberg, im Eckhaus Kastor-Martinstraße. Sie handelten mit Fetten und Seifen und galten als gesellig. 1937 zogen die Eltern von Erna Faber, Moses Friedberg und Regina, geb. Hirsch, zu den Eheleuten Faber nach Ochtendung. Regina Friedberg war krank und verstarb 1938 in Ochtendung. Unmittelbar danach mussten Karl und Erna Faber zusammen mit dem Vater Moses Friedberg Ochtendung verlassen. Zuvor hatte Karl Faber vergeblich versucht, sein Haus in Ochtendung zu verkaufen, um eventuell noch ins Ausland zu entkommen. Karl und Erna Faber kamen in ein Judenhaus nach Köln, Weyerstraße 17. Von dort aus führte der Weg nach Theresienstadt, wo Karl am 29.04.1944 ermordet wurde.     |
|      | Hier wohnte Erna Faber Geb. Friedberg Jg. 1900 Deportiert Theresienstadt Ermordet 11.5.1943               | Martinstraße (Standort)        | Der am 20.09.2009 verlegte Stolperstein erinnert an Erna Faber, geboren am 26.06.1900 in Bogel/St. Goarshausen. Erna Faber, geb. Friedberg, wohnte mit ihrem Ehemann Karl im Eckhaus Kastor-Martinstraße. Sie handelten mit Fetten und Seifen und galten als gesellig. 1937 zogen die Eltern von Erna Faber, Moses Friedberg und Regina, geb. Hirsch, zu den Eheleuten Faber nach Ochtendung. Regina Friedberg war krank und verstarb 1938 in Ochtendung. Unmittelbar danach mussten Karl und Erna Faber zusammen mit dem Vater Moses Friedberg Ochtendung verlassen. Zuvor hatte Karl Faber vergeblich versucht, sein Haus in Ochtendung zu verkaufen, um eventuell noch ins Ausland zu entkommen. Karl und Erna Faber kamen in ein Judenhaus nach Köln, Weyerstraße 17. Von dort aus führte der Weg nach Theresienstadt, wo Erna am 11.05.1943 starb. |
|      | Hier wohnte Leopold Süssmann Jg. 1869 Deportiert 1942 Theresienstadt Ermordet in Minsk                    | Oberpfortstraße (Standort)     | Der am 03.11.2008 verlegte Stolperstein erinnert an Leopold Süßmann, geboren am 06.11.1869 in Ochtendung. Leopold Süßmann, in Ochtendung "Leib" genannt, war mit Amalia Malchen Bodenheimer aus Weibstadt (lt. Gedenkbuch: Weilstadt) verheiratet. Leopold war Metzger von Beruf, die Familie hatte ihr Wohn- und Schlachthaus in der Oberpfortstraße. Die Familie hatte 3 Kinder. Die Eheleute mussten bereits 1934 unter Repressalien des NS-Regimes leiden. Leopold Süßmann wurde denunziert, kam ins Gefängnis und die Familie verließ Ochtendung zwangsweise und zog am 11.12.1934 nach Koblenz. Am 27.07.1942 wurde die Familie nach Theresienstadt deportiert und in Minsk ermordet. |
|      | Hier wohnte Amalia Süssmann Geb. Bodenheimer Jg. 1878 Deportiert 1942 Theresienstadt Ermordet in Minsk    | Oberpfortstraße (Standort)     | Der am 03.11.2008 verlegte Stolperstein erinnert an Amalia Süßmann, geboren 1878. Amalia Malchen Süßmann, geb. Bodenheimer, aus Weibstadt (lt. Gedenkbuch: Weilstadt) war mit Leopold Süßmann, in Ochtendung "Leib" genannt, verheiratet. Leopold war Metzger von Beruf und die Familie hatte ihr Wohn- und Schlachthaus in der Oberpfortstraße. Die Familie hatte 3 Kinder. Die Eheleute mussten bereits 1934 unter Repressalien des NS-Regimes leiden. Leopold Süßmann wurde denunziert, kam ins Gefängnis und die Familie verließ Ochtendung zwangsweise und zog am 11.12.1934 nach Koblenz. Am 27.07.1942 wurde die Familie nach Theresienstadt deportiert und gelangte am 19.09.1942 nach Treblinka. Im Vernichtungslager in Minsk wurde sie ermordet.                                                                                             |
|      | Hier wohnte Bernhardine Süssmann Geb. Vollmer Jg. 1867 Deportiert 1942 Theresienstadt Befreit/Überlebt    | Untere Grabenstraße (Standort) | Der am 03.11.2008 verlegte Stolperstein erinnert an Bernhardine Süßmann, geboren 1867. Bernhardine Süßmann, geb. Vollmer, war mit Emmanuel Süßmann, genannt "Mendel", verheiratet. Aus dieser Ehe gingen zwei Töchter hervor. 1939 zogen sie zur Familie Judas nach Freiburg. Bernhardine wurde später nach Theresienstadt deportiert. Sie überlebte den Holocaust und wurde nach ihrer Befreiung von der jüdischen Kultusgemeinde Frankfurt aufgenommen, weil sich keine überlebenden Angehörigen mehr fanden. |
|      | Hier wohnte Ida Süssmann Geb. Fröhling Jg. 1898 Deportiert 1942 Theresienstadt Ermordet in Auschwitz      | Untere Grabenstraße (Standort) | Der am 03.11.2008 verlegte Stolperstein erinnert an Ida Süßmann, geboren am 19.10.1898. Ida Süßmann, geb. Fröhling, aus Wehr war mit Jakob Süßmann verheiratet; der war u. a. Kartoffelhändler war. Da Jakob im Ersten Weltkrieg für Deutschland gekämpft hatte und verwundet wurde, hoffte er auf Duldung in seiner Heimat. Letztendlich musste Ida mit ihrem Ehemann doch den Weg des Holocausts gehen; er führte über das Sammellager "Reitsmühle" bei Mayen. Am 27.07.1942 wurden sie nach Theresienstadt deportiert und von dort aus ging es am 01.10.1944 nach Auschwitz. Ida Süßmann wurde dort am 10.10.1944 ermordet. |
|      | Hier wohnte Jakob Süssmann Jg. 1889 Deportiert 1942 Theresienstadt Auschwitz Ermordet 23.3.1945 in Dachau | Untere Grabenstraße (Standort) | Der am 03.11.2008 verlegte Stolperstein erinnert an Jakob Süßmann, geboren am 07.09.1889 in Ochtendung. Jakob Süßmann war mit Ida Süßmann, geb. Fröhling, aus Wehr verheiratet; er war u. a. Kartoffelhändler. Da Jakob im Ersten Weltkrieg für Deutschland gekämpft hatte und verwundet wurde, hoffte er auf Duldung in seiner Heimat. Letztendlich musste er mit seiner Ehefrau doch den Weg des Holocausts gehen; er führte über das Sammellager "Reitsmühle" bei Mayen. Am 27.07.1942 wurden sie nach Theresienstadt deportiert und von dort aus ging es am 01.10.1944 nach Auschwitz. Jakob Süßmann wurde vor dem Herannahen der Sowjet-Armee am 10.10.1944 nach Dachau gebracht und verstarb dort kurz vor dem Kriegsende am 23.03.1945. |
|      | Hier wohnte Johanna Süssmann Geb. Kallmann Jg. unbekannt Deportiert 1941 Ermordet in Lodz                 | Untere Grabenstraße (Standort) | Der am 27.08.2011 verlegte Stolperstein erinnert an Johanna Süßmann, geboren am 17.03.1890 in Irrel/Eifel. Johanna Süßmann und ihr Sohn Helmut Hermann mussten ihr Zuhause bereits 1938 verlassen. Sie lebten in einem "Judenhaus" in der Brückenstraße 82 in Trier. Von dort aus wurden sie am 16.10.1941 deportiert und fanden den Holocaust in Lodz, wo Johanna am 04.03.1942 ermordet wurde. |
|      | Hier wohnte Helmut Hermann Süssmann Jg. 1927 Deportiert 1941 Ermordet in Lodz                             | Untere Grabenstraße (Standort) | Der am 27.08.2011 verlegte Stolperstein erinnert an Helmut Hermann Süßmann, geboren am 09.03.1927 in Ochtendung. Helmut Hermann Süßmann und seine Mutter Johanna mussten ihr Zuhause bereits 1938 verlassen. Sie lebten in einem "Judenhaus" in der Brückenstraße 82 in Trier. Von dort aus wurden sie am 16.10.1941 nach Losz deportiert. Hinweis: Abweichend von den Angaben auf dem Stolperstein gibt es lt. Gedenkbuch folgende Information: Am 10.05.1942 wurde er in das Vernichtungslager Kulmhof (Chelmno) verlegt und fand dort den Tod. |
|      | Hier wohnte Thekla Ackermann Jg. 1883 Eingewiesen 6.3.1940 Heilanstalt Grafeneck Ermordet 6.3.1940        | Plaidter Straße (Standort)     | Der am 20.09.2009 verlegte Stolperstein erinnert an Thekla Ackermann, geboren 1883. In der Plaidter Straße wohnte Thekla Ackermann in ihrem Elternhaus. Sie wurde als stille Frau beschrieben, schwermütig nannte man das damals. In der Hoffnung auf Heilung kam sie in die Nervenklinik nach Andernach. Von dort aus führte ihr Leidensweg über Hadamar nach Gromadingen. In der Tötungsanstalt Grafeneck wurde sie am 06.03.1940 mit Gas ermordet. |